# Acanthoplistus carinatus
Acanthoplistus carinatus är en insektsart som beskrevs av Henri Saussure 1877. Acanthoplistus carinatus ingår i släktet Acanthoplistus och familjen syrsor. Inga underarter finns listade i Catalogue of Life.